# Bifora testiculata
Bifora testiculata é uma espécie de planta com flor pertencente à família Apiaceae. 
A autoridade científica da espécie é (L.) Spreng., tendo sido publicada em Systema Vegetabilium 6 1820.
Os seus nomes comuns são coentros-bravos, caminho-bastardo ou falso-anés.

## Portugal
Trata-se de uma espécie presente no território português, nomeadamente em Portugal Continental.
Em termos de naturalidade é nativa da região atrás indicada.

## Protecção
Não se encontra protegida por legislação portuguesa ou da Comunidade Europeia.